# Nyúlánk házatlancsiga
A nyúlánk házatlancsiga (Boettgerilla pallens) karcsú, szinte féregszerű házatlan csigafaj. Eredetileg a Kaukázus erdeinek lakója, a 20. századik második felében szinte egész Európában elterjedt. 

## Külseje
A csiga rendkívül karcsú, vékony alkatú, hossza 6 cm, szélessége 3 mm lehet. Gilisztaszerű teste halványszürke, néha kékes árnyalatú, feje és csápjai kissé sötétebbek a törzsénél. Köpenye hátrafelé kihegyesedő, finoman, koncentrikusan vonalkázott, a test hosszának több mint egyharmadát teszi ki. Lába halványsárga. Nyálkája színtelen. A fiatal példányok sárgás vagy piszkosfehér színűek.
Csökevényes háza 1,5-3 x 0,8-1,5 mm, a köpeny kihegyesedő vége alatt helyezkedik el. 

## Elterjedése
A nyúlánk házatlancsiga eredeti hazája a Kaukázus nyugati lejtőinek tűlevelű és vegyes erdőiben volt, Abháziában és Nyugat-Grúziában. Lehetséges, hogy a Krímen is őshonos. Először a 20. század közepe táján észlelték Európában, ahová feltehetően mezőgazdasági termékekkel, dísznövényekkel került. Valószínűleg már korábban is előfordult, de rejtett életmódja és gilisztaszerű külseje miatt nem ismerték fel. Közép-Európában (Lengyelországban) első észlelése 1954-ből való. Azóta Nyugat- és Közép-Európa egész mérsékelt övi részén elterjedt, Dél-Skandináviától Dél-Franciaországig. Észak-Amerikában a kanadai Brit Columbiában észlelték. 

## Életmódja

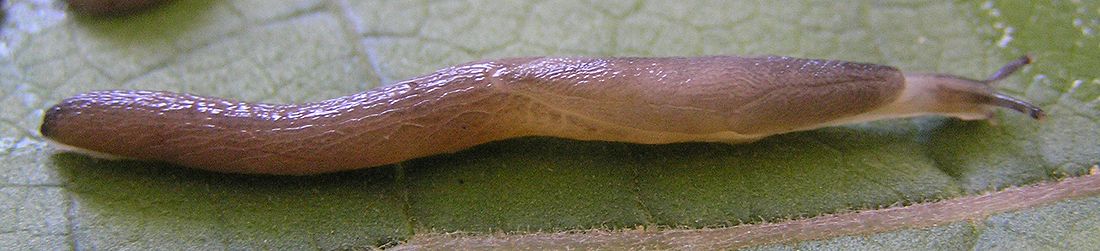

Hegy- és dombvidékek nedves erdeiben, folyóvölgyekben elterjedt. Mind természetes életközösségekben, mind művelt területeken - kertekben, temetőkben, parkokban - megél. Svájcban egészen 1600 méterig felhatol, de jellemzően 700 méteres magasság alatt fordul elő. A föld alatt, a talajban él, gilisztajáratokban, talajrepedésekben mozog a felszín alatt 2-20 (maximum 60) centiméterrel. A fényforrások elől igyekszik elbújni. 
Korhadó szerves anyagokkal, gilisztaürülékkel, más meztelencsigafajok petéivel táplálkozik. Üvegházakban kártevő lehet a puha növények szövetek megrágása miatt.
Párzási és peterakási időszaka Nagy-Britanniában nyár végére, Németországban októberre esik. Petéit 1-6-os csomagokban a talajba, a felszíntől 9–27 cm mélyen rakja le. A peterakás után nem sokkal elpusztulnak. A peték 20-22 nap múlva kelnek ki az ősz végén. Fehéres színük a következő nyár elejére változik szürkévé. 